# Орнаменталізм
Орнаменталі́зм у літературі — напрям, що прийшов на зміну монументалізму.
Йому притаманні такі риси як:
- Мозаїчність композиції та багатотематичність творів, екскурси в минуле, ліричні відступи.
- Погляд на світ як на систему символів, тобто художня настанова, за якою довколишня дійсність є знаком чогось іншого, вищого, духовного.
- Багата тропіка: порівняння стають поширенішими й набувають символічного забарвлення (битва — бенкет або весілля; весна — символ воскресіння тощо), типовими стають гіперболи, з'являються фольклорні постійні епітети.
- Складна, заплутана синтаксична побудова тексту.
- Утвердження культу аскетизму.
- На зміну християнському оптимізмові монументалістської епохи приходить песимізм (до прикладу, жахливі уявлення єпископа Серапіона про землю, яка хоче струсити з себе весь заплямований гріхами рід людський).

Прикладом такого напряму є героїчна поема «Слово про похід Ігорів», проповіді Кирила Турівського та Серапіона, Києво-Печерський патерик, Київський (Іпатіївський) літопис, Галицько-Волинський літопис.